# Xylosma tuberculatum
Xylosma tuberculatum är en videväxtart som beskrevs av Herman Otto Sleumer. Xylosma tuberculatum ingår i släktet Xylosma och familjen videväxter. Inga underarter finns listade i Catalogue of Life.